# 大橋純一郎
大橋 純一郎（おおはし じゅんいちろう、1981年3月20日 - ）は、静岡県浜北市（現在の浜松市浜名区）出身の競艇選手。登録番号4073。身長166cm。血液型O型。86期。静岡支部所属。同期に萩原秀人、後藤陽介、森永淳、中野次郎らがいる。

## 来歴
- 静岡県立浜北西高等学校卒業。卒業後、本栖研修所に合格。リーグ戦を経て、卒業記念競走で優勝する成績を残した。
- 2000年5月9日、浜名湖競艇場でデビュー（5着）。
- 2000年6月10日、桐生競艇場で初勝利。
- 2002年4月29日、蒲郡競艇場での一般競走で初優出（4着）。
- 2010年1月26日、若松競艇場での「第15回北九州市長杯争奪戦」で初優勝（優出20回目）。
- 2010年4月26日、津競艇場での「津グランプリシリーズ第2戦」で2度目の優勝。